# Pfarrhaus (Ebenhofen)

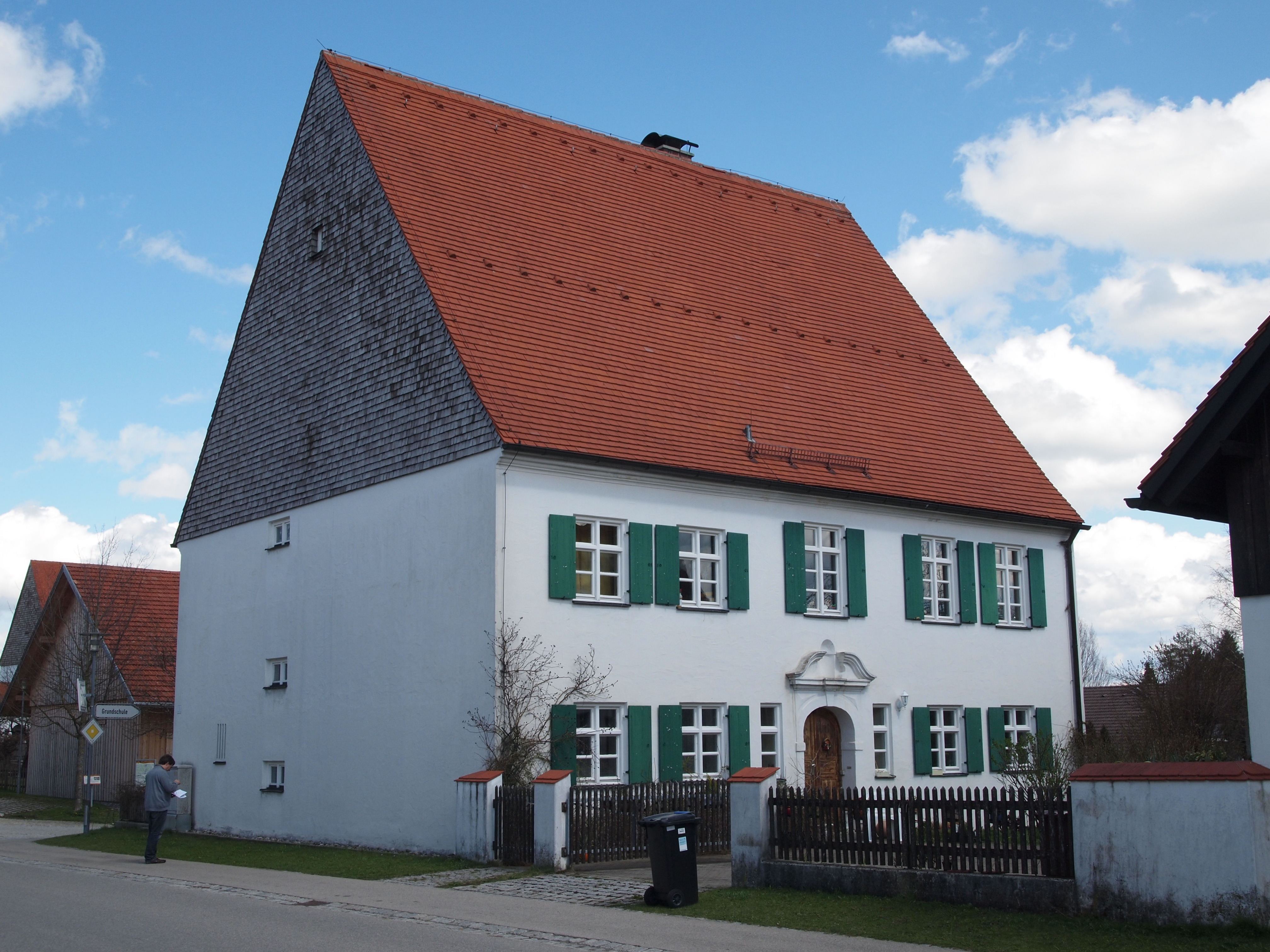
Pfarrhaus in Ebenhofen

Das Pfarrhaus in Ebenhofen, einem Gemeindeteil von Biessenhofen im Landkreis Ostallgäu im bayerischen Regierungsbezirk Schwaben, wurde 1734 errichtet. Das Pfarrhaus an der Schwabenstraße 18 ist ein geschütztes Baudenkmal.
Der zweigeschossige Satteldachbau wurde wohl nach Plänen von Johann Georg Fischer errichtet. An der Südseite befindet sich ein Rundbogenportal und darüber zwischen geschwungenen Giebelstücken eine Muschelnische.
Im Obergeschoss sind Rahmen- und Bandelwerkstuckaturen aus der Erbauungszeit erhalten.